# Шетпе
Шетпе (каз. Шетпе) — село (в прошлом посёлок), административный центр Мангистауского района Мангистауской области Казахстана. Административный центр и единственный населённый пункт Шетпинского сельского округа.

## Географическое положение
Находится в 108 км к северо-востоку от областного центра города Актау.

## История
В 1980-е годы в Казахской ССР была введена в строй радиорелейная линия на солнечных батареях, обеспечившая телефонную связь и цветное телевещание в посёлке Шетпе.
В 1999 году население села составляло 10237 человек (5095 мужчин и 5142 женщины).
По данным переписи 2009 года, в селе проживали 12223 человека (6114 мужчины и 6079 женщин).
В 2011 году началось строительство цементного завода «Каспийцемент» (подразделение HeidelbergCement). В ноябре 2013 года был совершен первый рабочий запуск завода и получена пробная партия клинкера, а летом 2014 года на заводе официально стартовало производство цемента.
На начало 2019 года, население села составило 16784 человека (8367 мужчин и 8417 женщин).

## Транспорт
Железнодорожная станция на линии Бейнеу — Жанаозен.

## Достопримечательности
В четырёх километрах к западу расположен мавзолейный комплекс Бекы. В самом посёлке открылся музей мифологии, посвящённый уроженцу этих мест, исследователю Серикболу Кондыбаю.

## Галерея

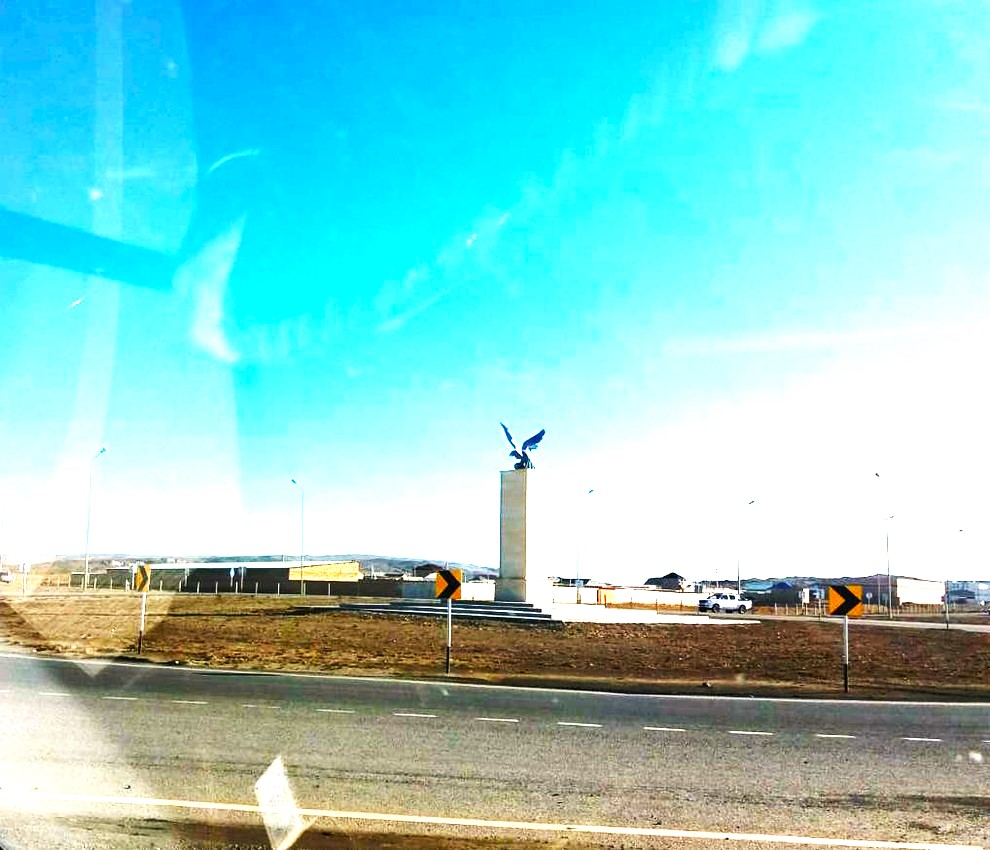
Кольцевая дорога
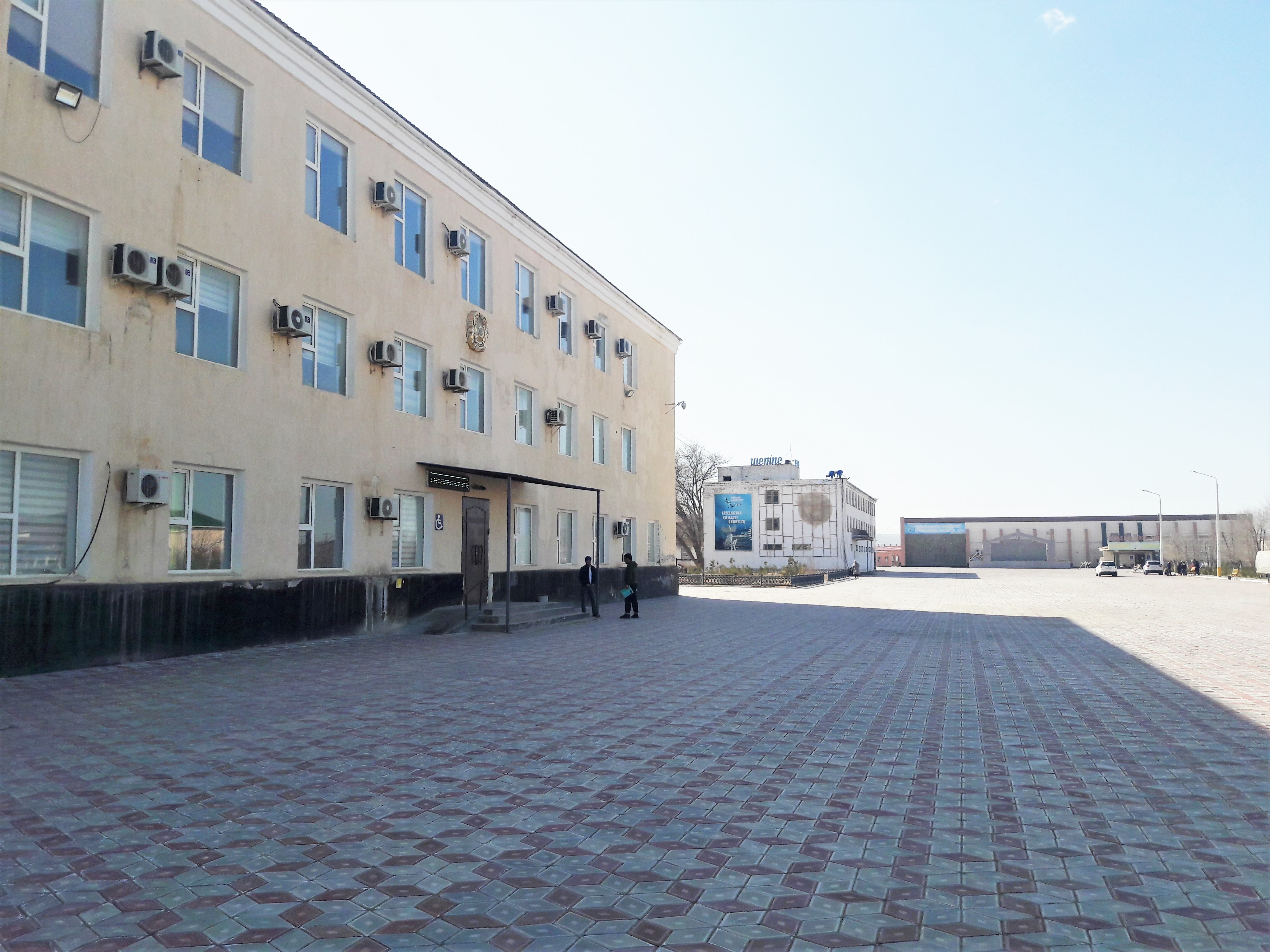
Администрация
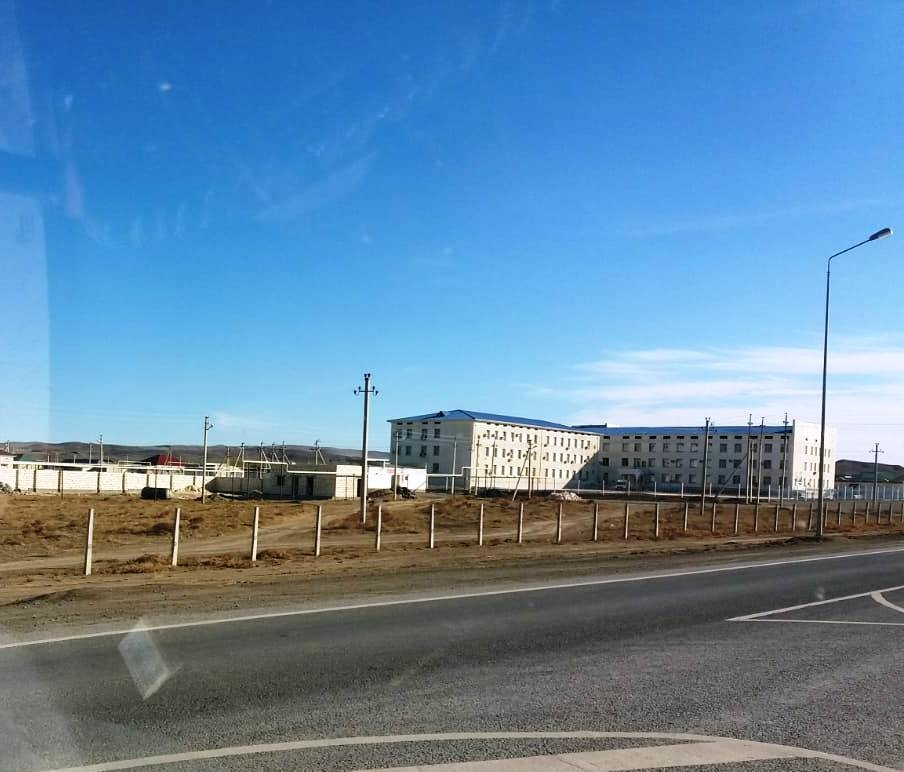
Районная больница
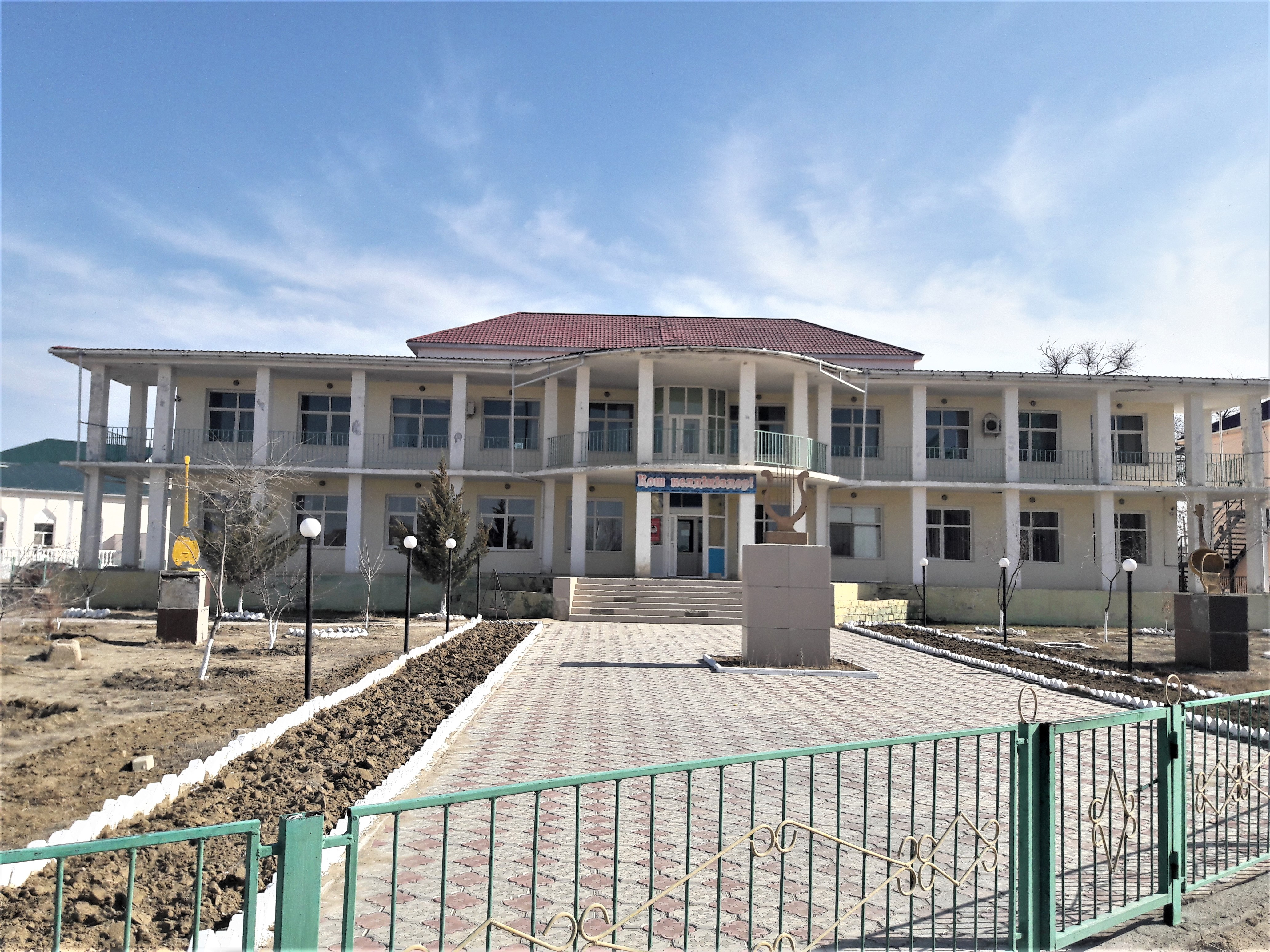
Школа искусств
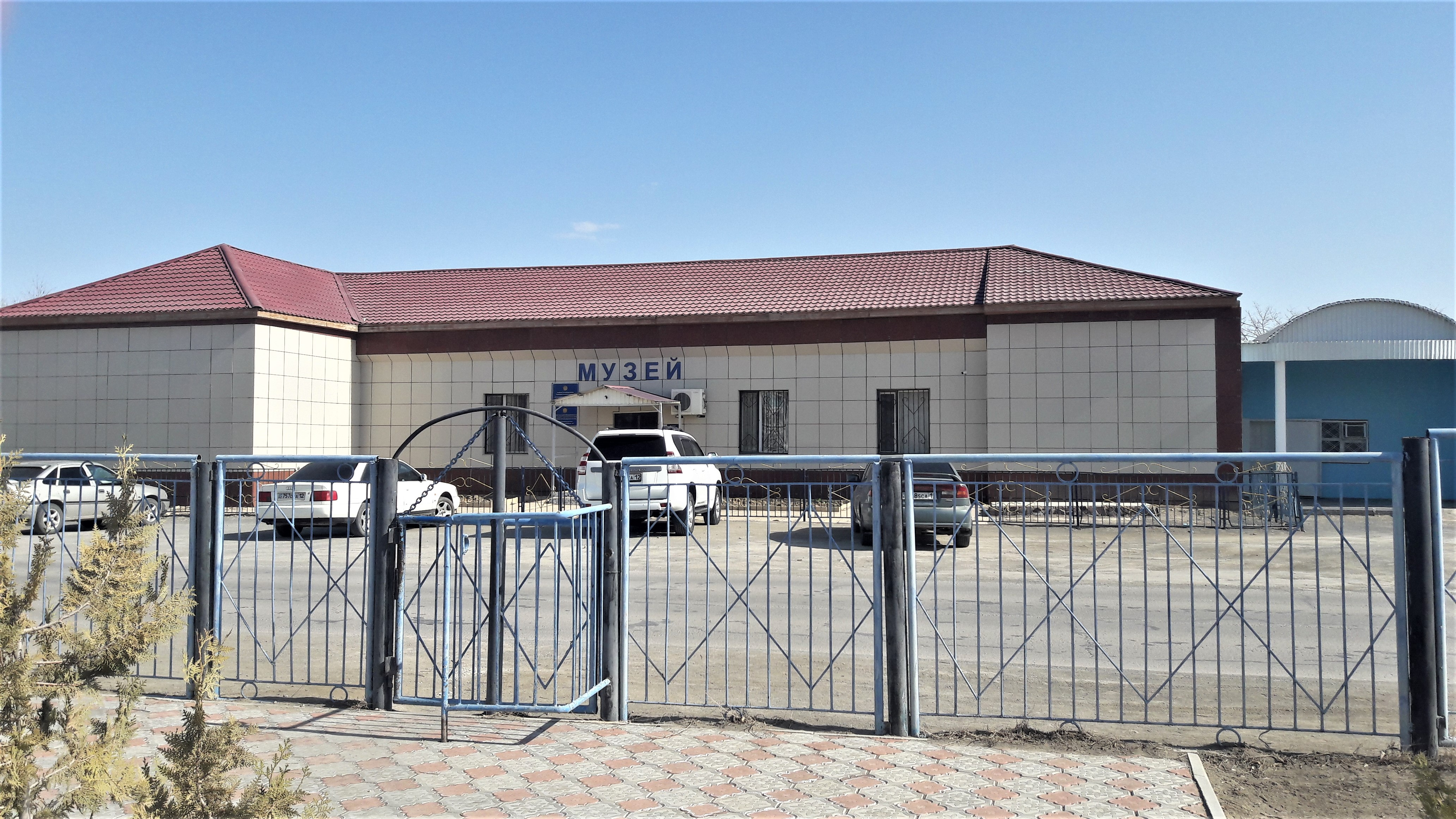
Музей
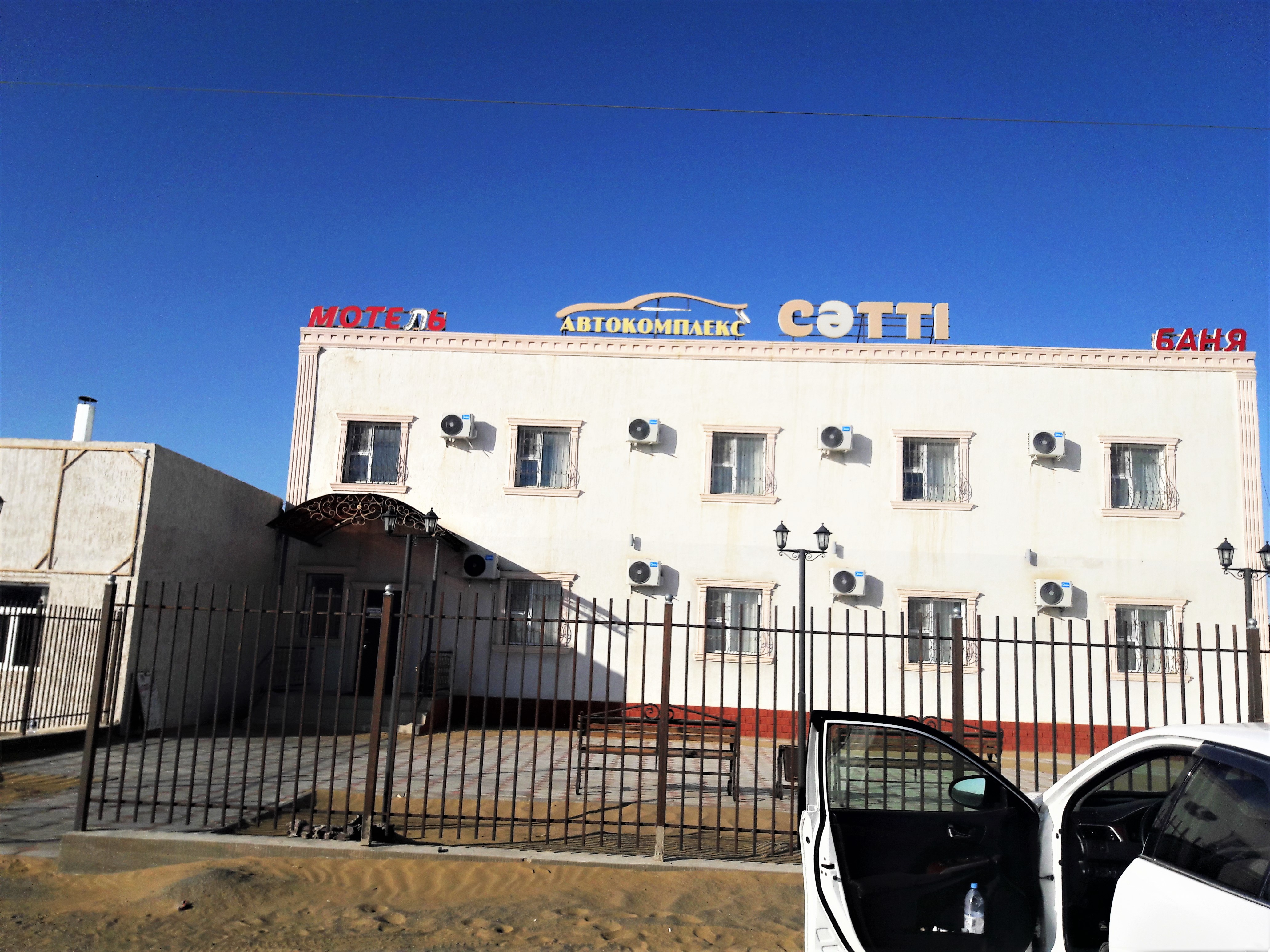
Мотель
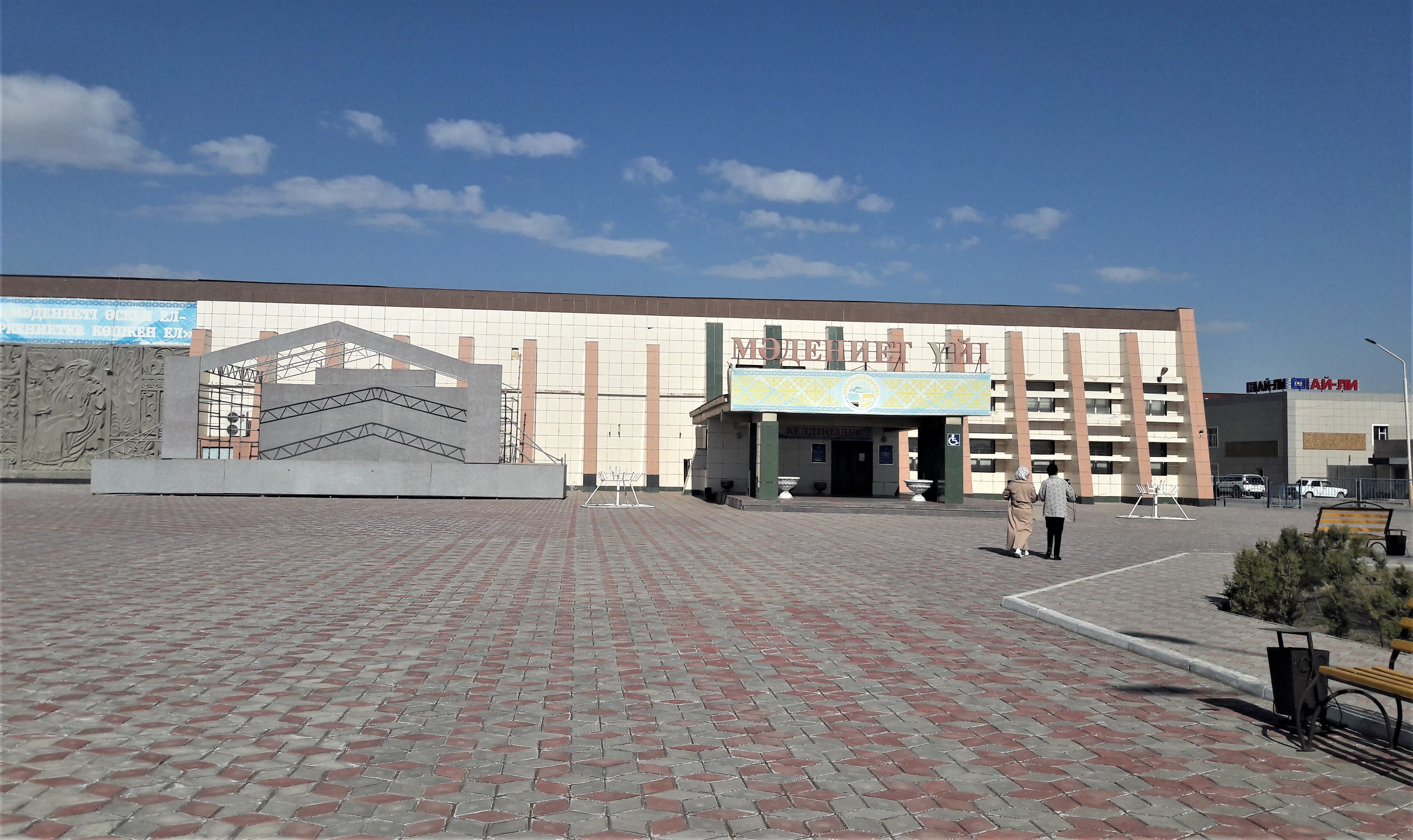
Дом культуры
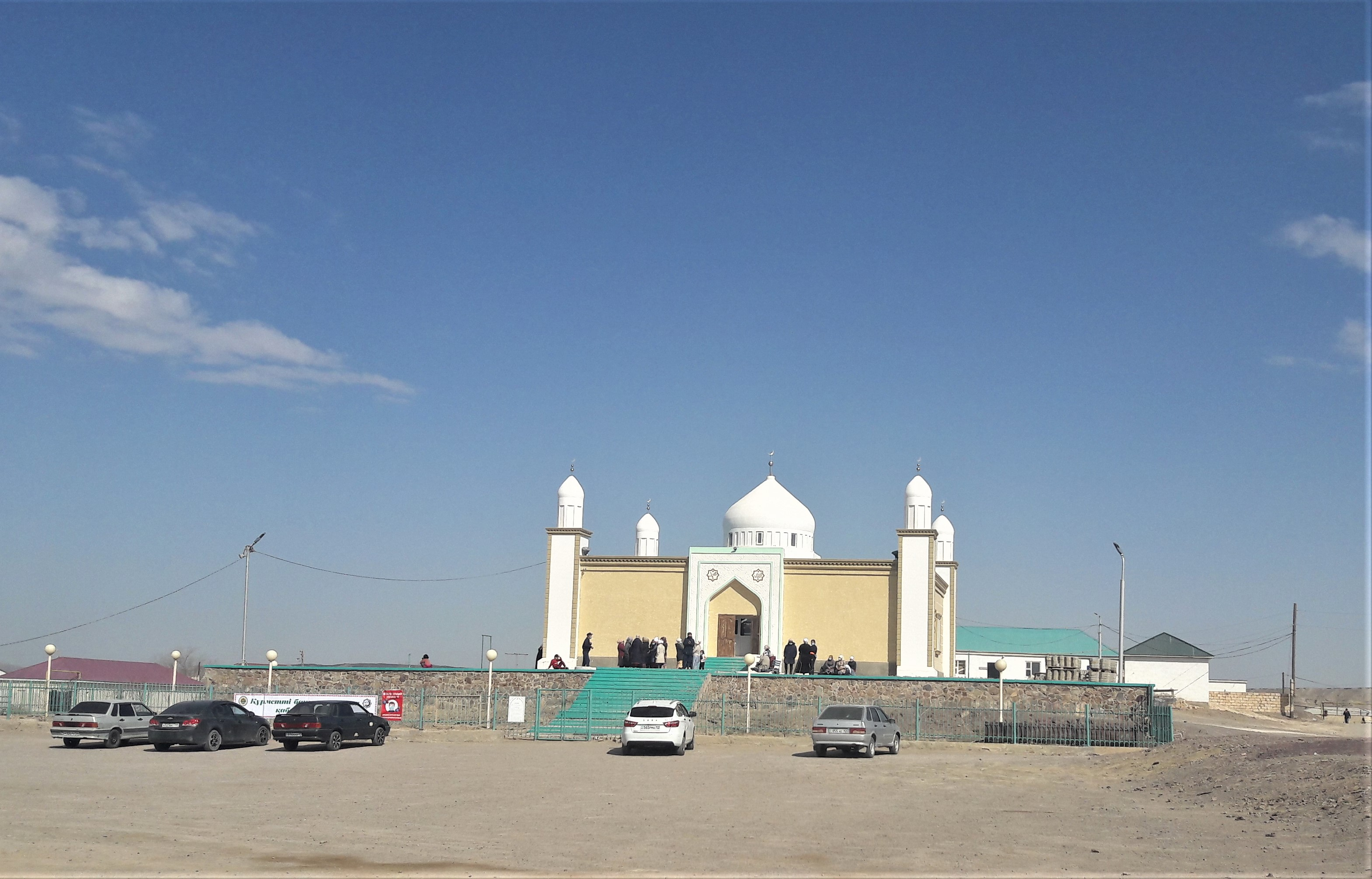
Мечеть
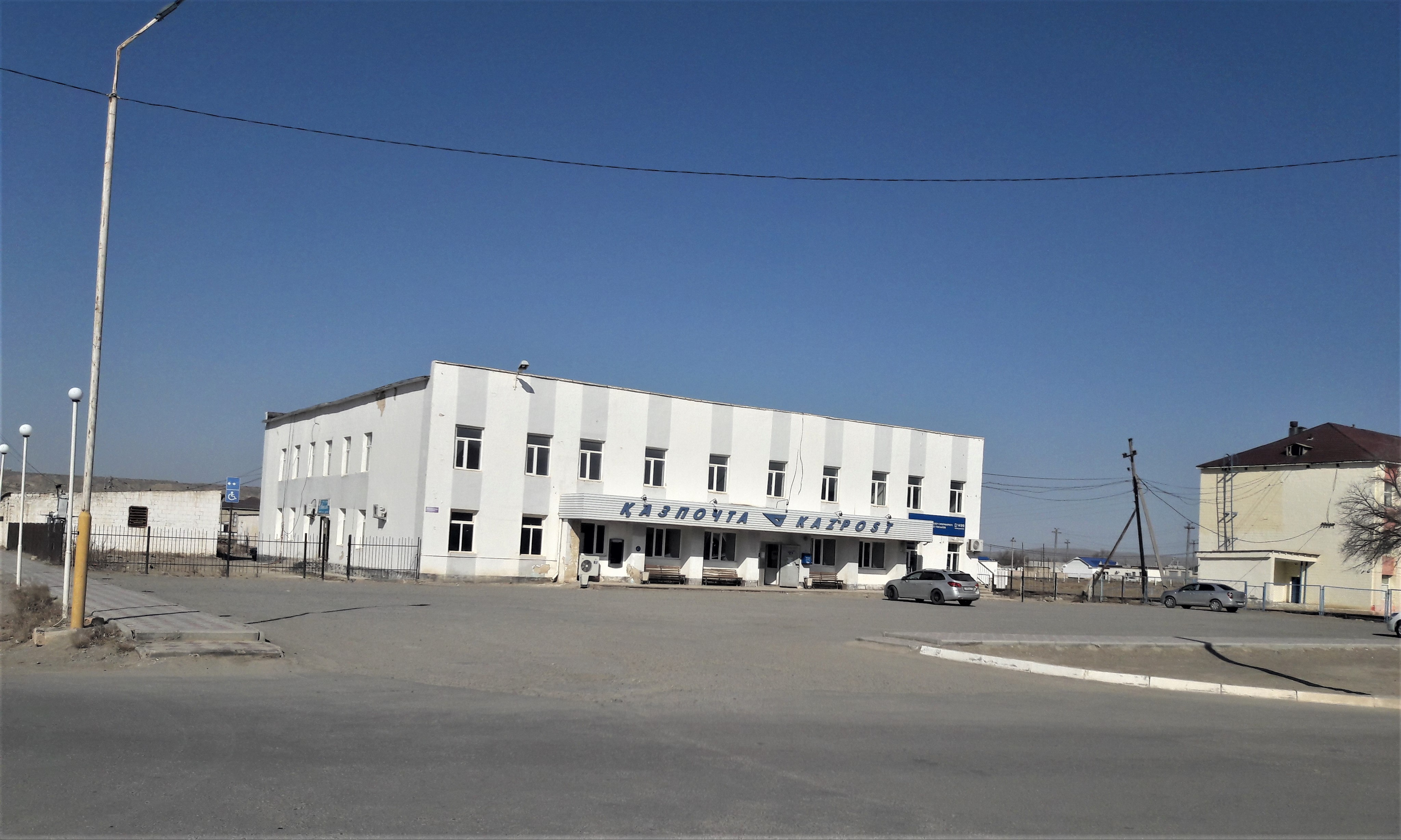
Казпочта
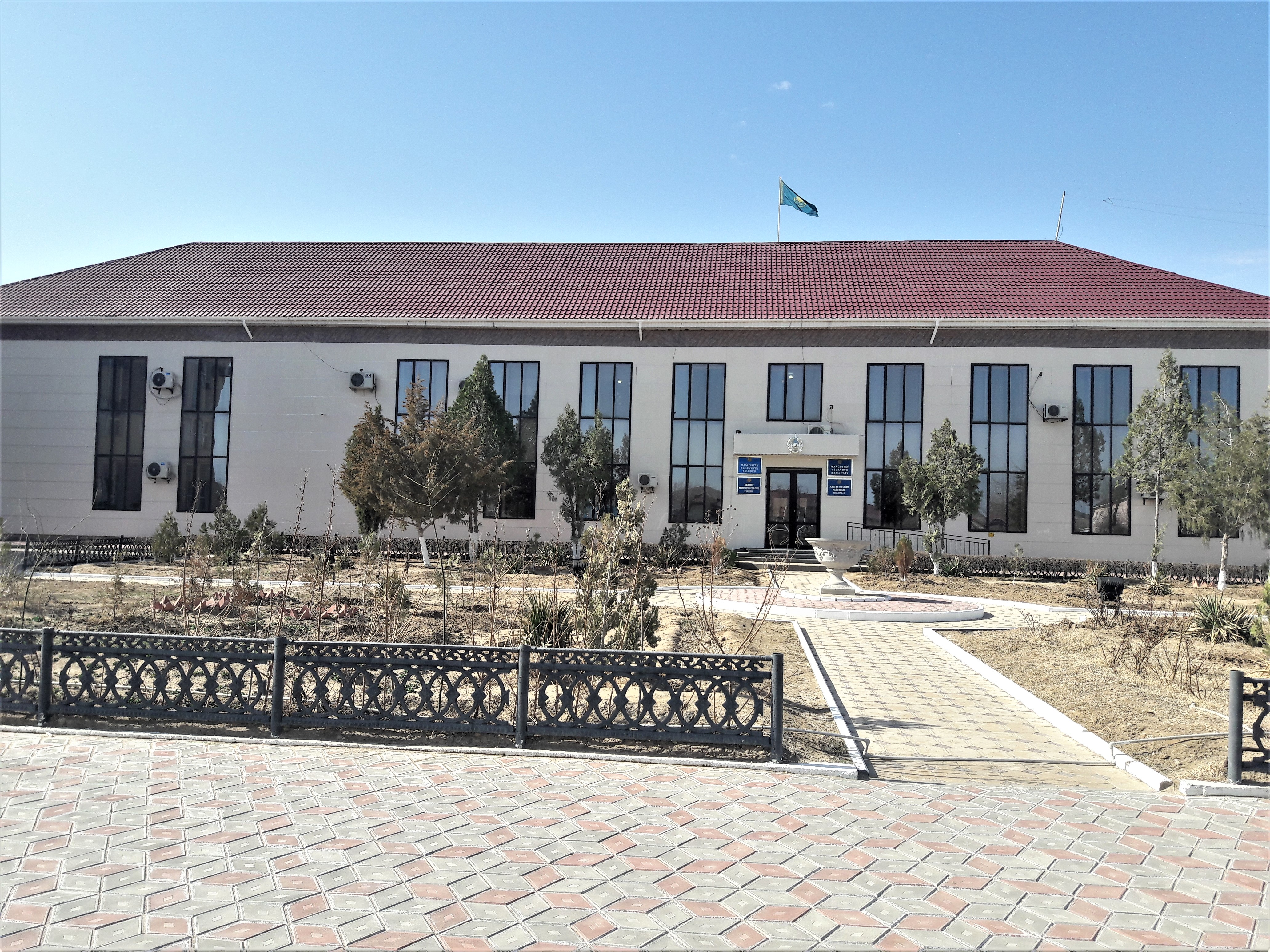
Акимат
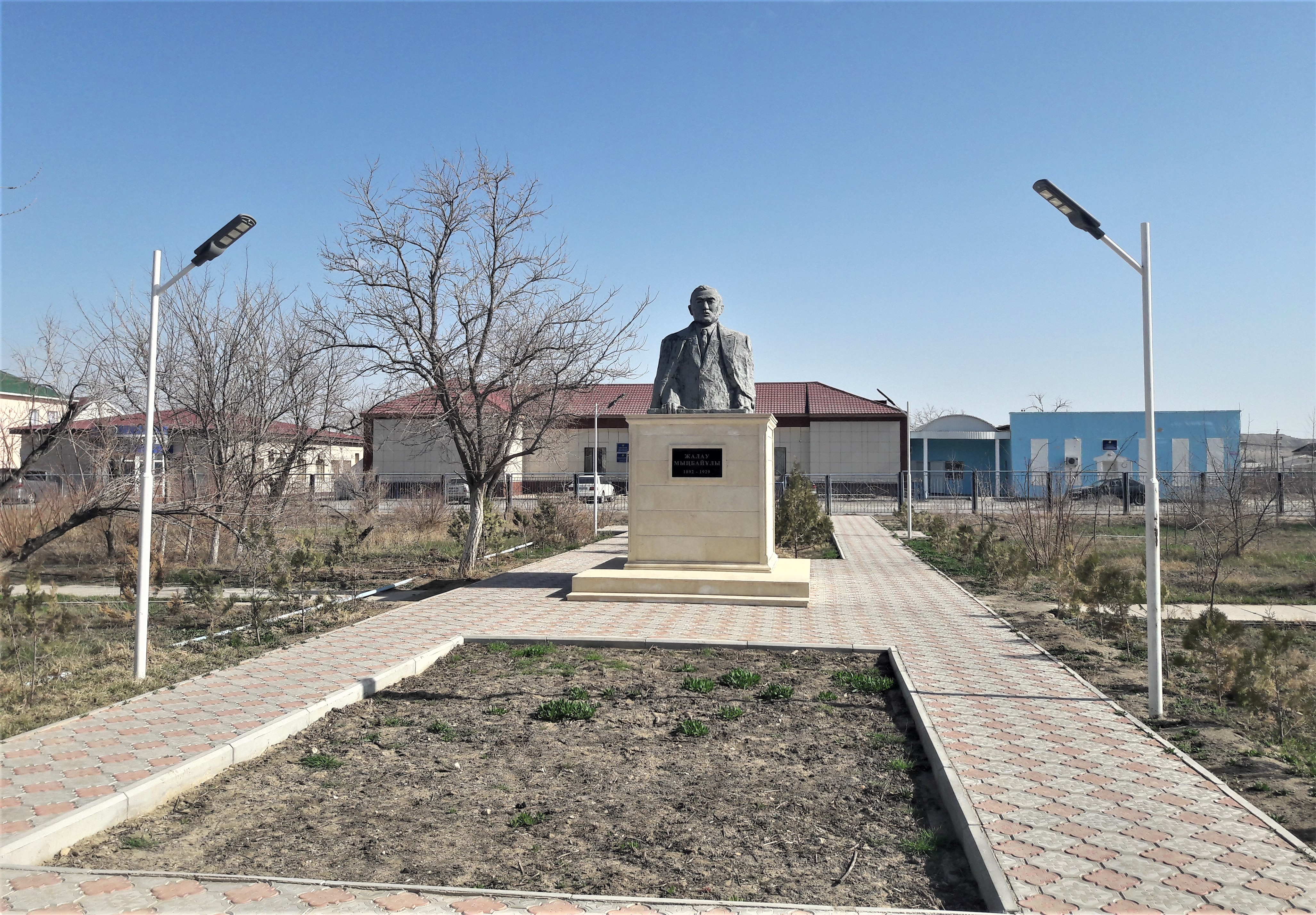
Аллея
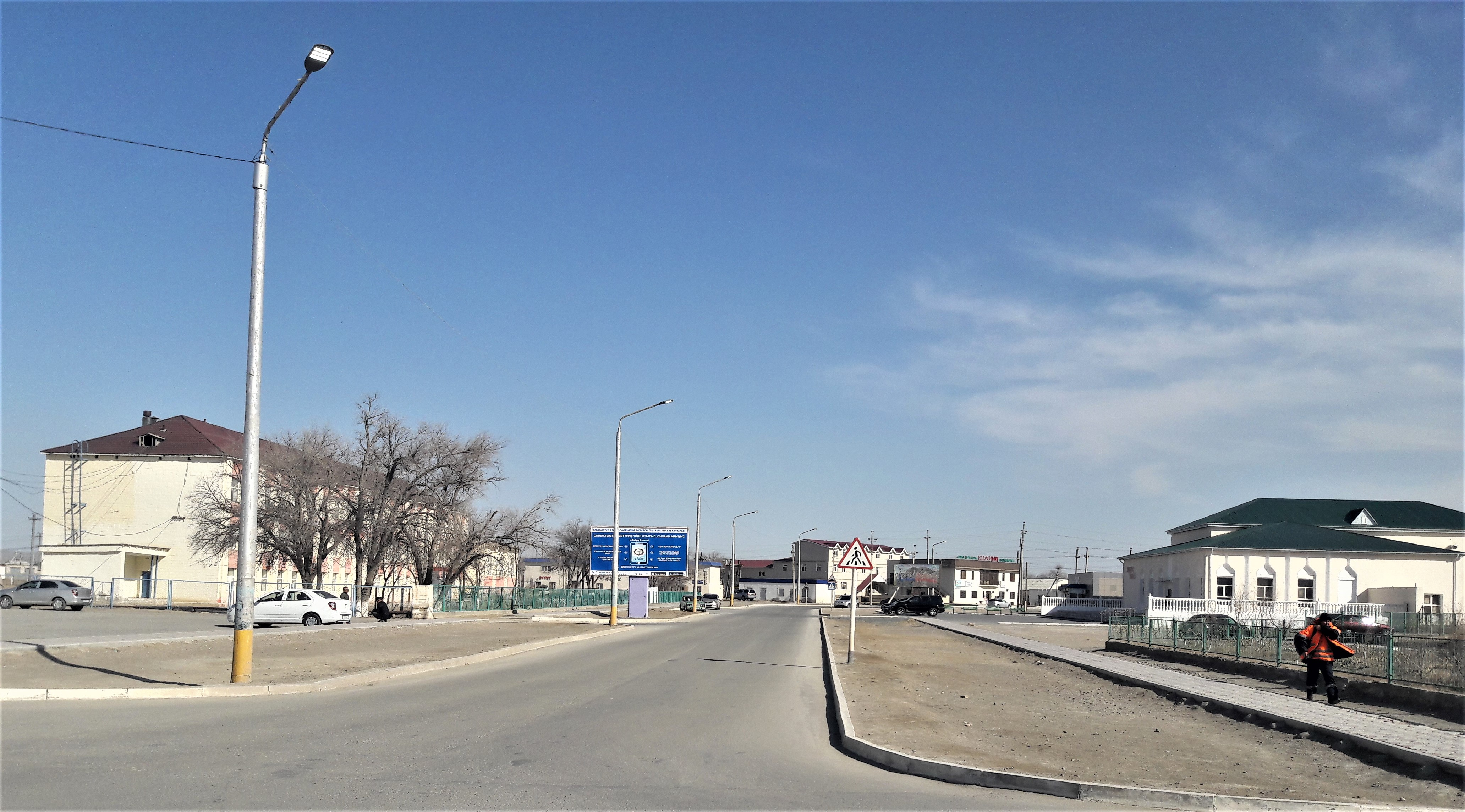
Шетпе
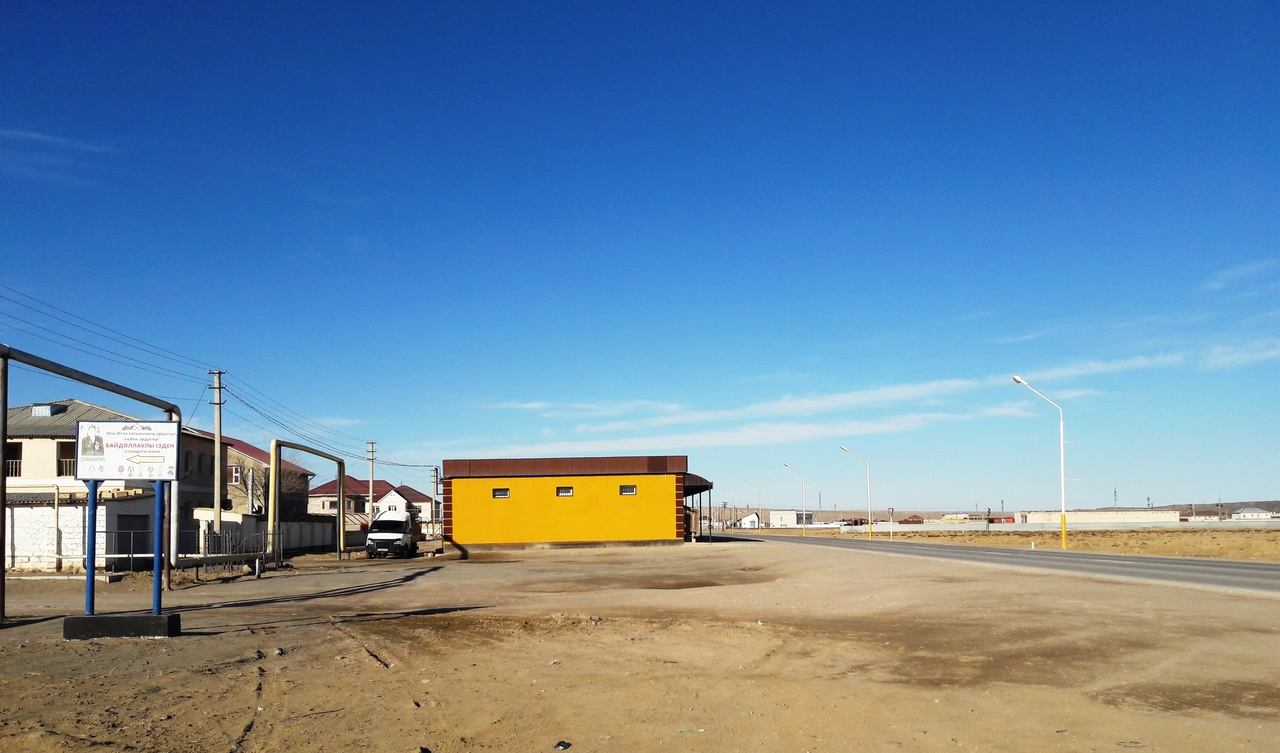
Шетпе
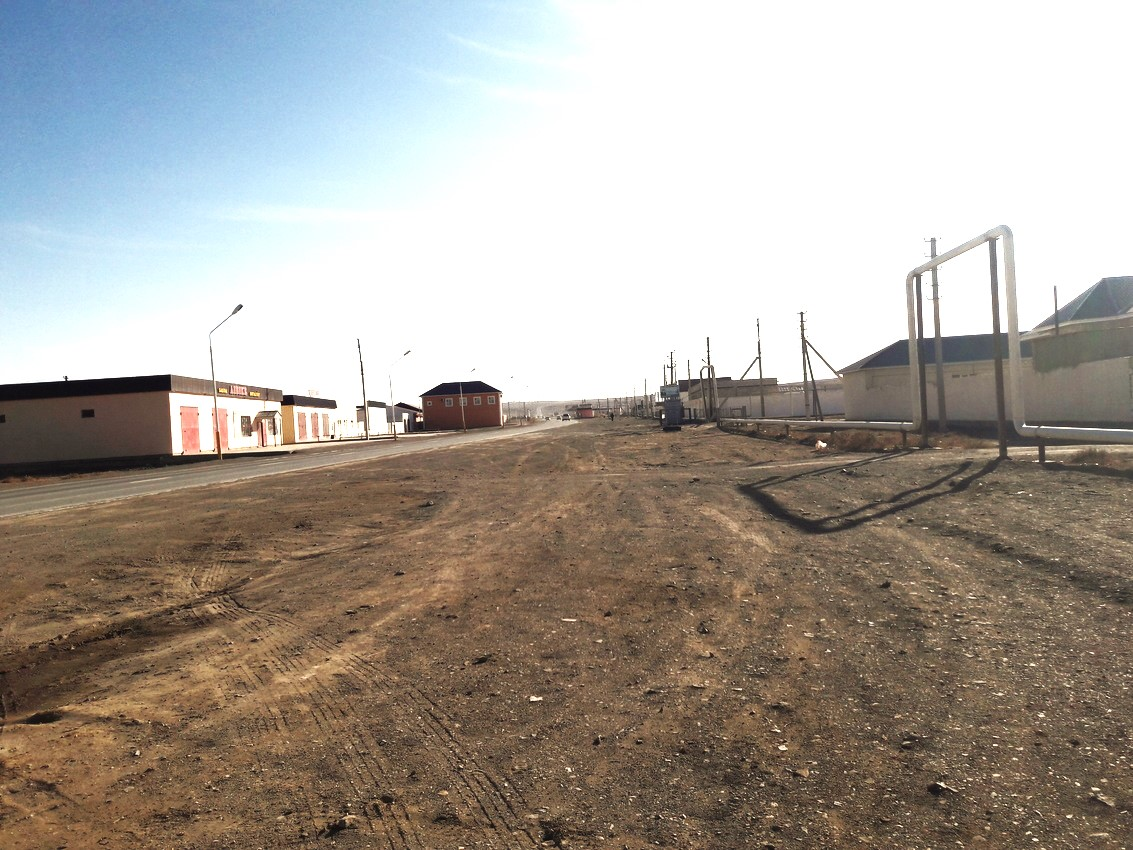
Шетпе